# Steinweiler

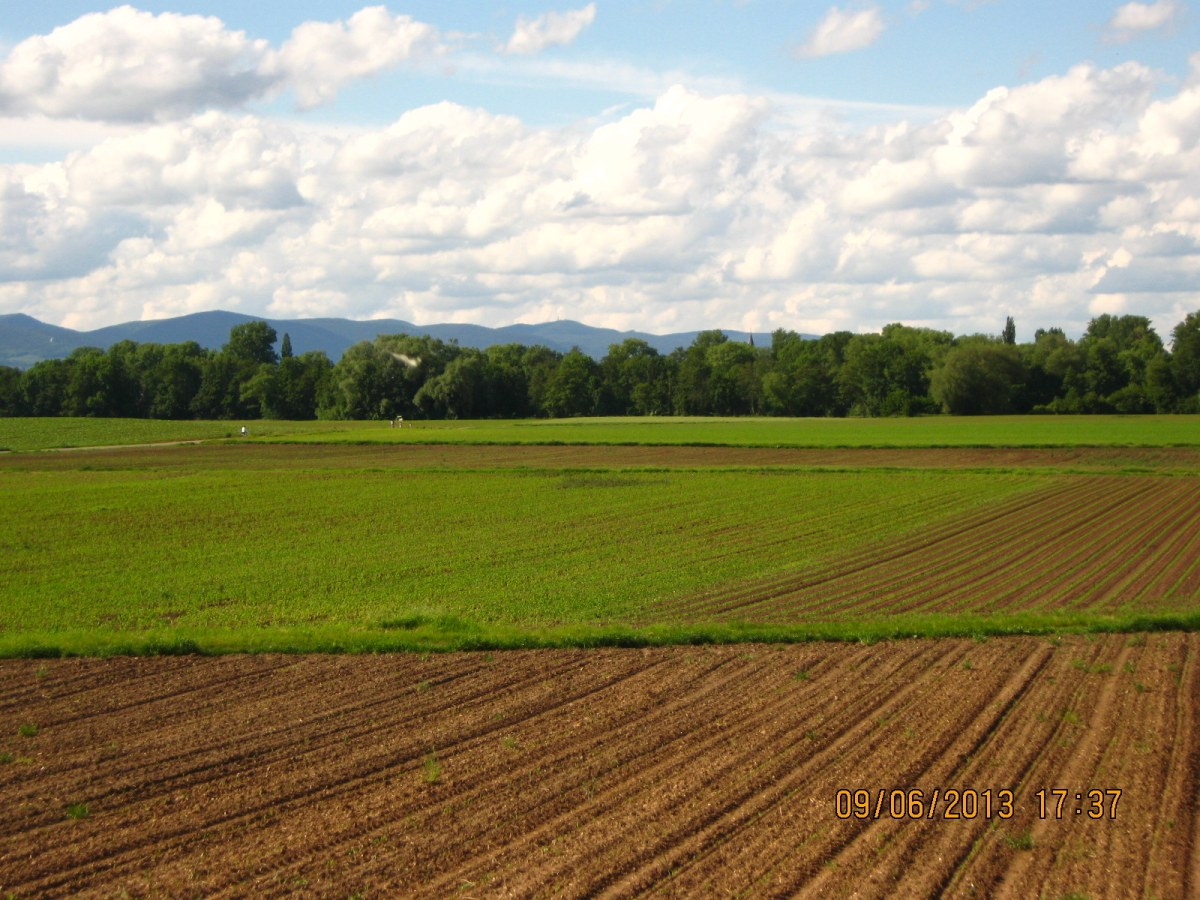
Landschaftsbild innerhalb von Steinweiler

Steinweiler, pfälzisch Stäweiler, ist eine Ortsgemeinde im Landkreis Germersheim in Rheinland-Pfalz. Sie gehört der Verbandsgemeinde Kandel an.

## Geographie

### Lage
Steinweiler liegt in der Südpfalz, zwischen Landau in der Pfalz (etwa neun Kilometer Entfernung) und Karlsruhe (etwa 27 Kilometer Entfernung). Nachbargemeinden (im Uhrzeigersinn) sind: Rohrbach, Insheim, Erlenbach bei Kandel, Kandel, Winden und Billigheim-Ingenheim.
Zu Steinweiler gehören zusätzlich die Wohnplätze Archenweyermühle, Palatino Ranch (bis 2013 Blättnerhof), Erlenhof, Lindenhof, Rosenhof, Rottmühle, Seehof, Sudetenhof, Fohlenhof und Blättnerhof 2.

### Gewässer
Im Norden der Gemarkung verläuft der Klingbach; dort nimmt er von rechts den Zufluss Alter Klingbach auf. Der Kaiserbach bildet kurz vor seiner Mündung in den Klingbach für ein kurzes Stück die Grenze zu Rohrbach. Im Osten der Gemarkung entspringt außerdem der Grüne Graben.

## Geschichte

### Entwicklung bis zum Mittelalter
Nach der Römerzeit war das Gebiet südlich der Linie Rülzheim–Insheim–Billigheim noch kaum besiedelt. Erst während des durch Rodung erfolgten Landausbaues um etwa 600 dürfte die Siedlung Steinweiler entstanden sein.
Am 10. November 968 fertigte Kaiser Otto der Große eine Urkunde aus, mit der er seiner Gemahlin Adelheid den Hof Steinweiler im Speyergau schenkte. Die Urkunde wird im Generallandesarchiv Karlsruhe aufbewahrt. Zugleich mit dem Hof Steinweiler schenkte ihr Otto noch weitere Besitzungen im nördlichen Elsass.
In der vorgenannten Schenkungsurkunde wird der Ort Steinweiler erstmals  mit „Steinwiläre“ bezeichnet und 14 Jahre später in einer anderen Urkunde mit „Steinwilri“, 987 wird er wieder mit „Steinwilre“ bezeichnet. Diese Schreibweise war etwa 350 Jahre gebräuchlich. 1348 kam dann erstmals die Bezeichnung „Steinweyler“ in Gebrauch und etwa ab 1585 war die heutige Bezeichnung „Steinweiler“ gebräuchlich. Im Hauptarchiv München werden 38 Urkunden aus dem Mittelalter aufbewahrt, die Steinweiler betreffen. Aus einer ist ersichtlich, dass im Jahre 1100 der Bischof zu Speyer seinen Steinweilerer Hof seinem Domkapitel übertragen hat.
Steinweiler gehörte zum Amt Billigheim. Das Amt, als Obershultheißerei oder Amtsmannschaft bezeichnet, war ursprünglich Königsland und unterstand keiner Territorialherrschaft (reichsfrei). Seine Bewohner unterstanden keiner Leibeigenschaft und wurden als „Königsleute“ bezeichnet. Zu dem Amt gehörte die Stadt Billigheim und die Dörfer Archenweyer, Klingen, Rohrbach und Steinweiler.

### Frühe Neuzeit
Am 25. Juli 1622 fielen kaiserliche Reiter, die überwiegend aus Kroaten bestanden, unter Führung des kaiserlichen Feldherrn Tilly infolge des Dreißigjährigen Krieges über das Dorf Steinweiler her. Die Kirche und fast das ganze Dorf wurden niedergebrannt. Die Bewohner, die nicht rechtzeitig flüchten konnten, wurden umgebracht. Nach dem Abzug der „Kaiserlichen“ Anfang 1623 trat für mehrere Jahre etwas Ruhe ein. Es blieb nur eine schwache Besatzung.
Am 1. Januar 1632 kamen die Schweden in die Südpfalz. Angeblich kamen sie als die Befreier der Protestanten. Aber die Übergriffe der Soldaten waren  so schlimm, dass drei Monate nach ihrer Ankunft die Bewohner das Dorf verließen und in den Wäldern und dem Gebirge Schutz suchten. Viele starben dort an Hunger und Krankheit. Die Schweden blieben bis zum Sommer 1635. Nach ihrem Abzug kamen wieder kaiserliche Truppen. Diese wurden später durch die Franzosen abgelöst. Inzwischen war die Hungersnot so groß geworden, dass nachts die Friedhöfe bewacht wurden, weil man befürchtete, dass die frisch Beerdigten wieder ausgegraben und verzehrt würden. Aber auch dieser Krieg ging 1648 zu Ende. Bereits 1666 zogen jedoch wieder fremde Heere über die Südpfalz hinweg. Mit diesen Heeren kam auch die Pest.
Sehr zu leiden hatte die Bevölkerung während des Spanischen Erbfolgekrieges (1702–1714). In dieser Zeit wurde die Festung Landau viermal belagert und jedes Mal requirierten die Belagerer in den umliegenden Ortschaften alles, was sie zur Versorgung ihrer Truppen brauchten. Das ging so weit, dass im Spätjahr 1704 wieder viele Steinweilerer in ihrer Not das Dorf verließen, um in abgelegenen Gegenden Zuflucht zu suchen.
Bis zum Ende des 18. Jahrhunderts gehörte Steinweiler zum kurpfälzischen Amt Billigheim, das dem Oberamt Germersheim unterstellt war.

### Steinweiler unter französischer Herrschaft
Am 17. Dezember 1792 wurde in Steinweiler der Freiheitsbaum mit der Jakobinermütze gesetzt. Bereits am 14. Dezember 1792 richtete Steinweiler gemeinsam mit 31 weiteren südpfälzischen Gemeinden an den französischen Nationalkonvent die förmliche Bitte um Aufnahme in die Französische Republik. Der Nationalkonvent in Paris genehmigte am 28. März 1793 die Bitte der 32 Ortschaften. Wegen des mittlerweile ausgebrochenen Krieges musste die Ausführung dieses Beschlusses bis zum Jahre 1795 verschoben werden.
Das Jahr 1795 brachte in Steinweiler eine große Veränderung der bäuerlichen Besitzverhältnisse. Die großen Kloster- und Kirchengüter, die bisher verpachtet waren, wurden bereits im Jahr 1791 beschlagnahmt und zum Nationaleigentum erklärt. Danach wurden sie öffentlich versteigert. Die etwa 884 Morgen Acker und Wiesen, die zur Versteigerung kamen, teilten sich einige wenige kapitalstarke Bauern und Kaufleute untereinander. Den weitaus größten Teil der Güter ersteigerte sich der aus Mannheim stammende Kaufmann Heinrich Hartmuth. Er und seine späteren Erben Osthoff waren damit die reichsten Leute von Steinweiler geworden. Am 13. Oktober 1799 kam das dem Bistum Speyer gehörende Gehöft mit Nebengebäuden und angrenzenden Gärten in der Niedergasse zur Versteigerung. Auch dieses ersteigerten Hartmuth und Osthoff. Es blieb im Besitz dieser Familie, bis es kurz vor dem Zweiten Weltkrieg die Gemeinde Steinweiler als Gemeindehaus erwarb.
Hartmuth war ein großer Anhänger Napoleons. Auf seine Veranlassung hin wurde anlässlich der Geburt des Sohnes Napoleons im Jahre 1811 die Napoleonssäule gesetzt, die bis heute noch am Dorfausgang nach Kandel steht. Ein weiterer steinerner Zeuge aus der Napoleonszeit, die Ruhebank an der Kandeler Straße, wurde im letzten Krieg zerstört und nicht mehr aufgebaut.
Von 1798 bis 1814, als die Pfalz Teil der Französischen Republik (bis 1804) und anschließend Teil des Napoleonischen Kaiserreichs war, war Steinweiler in den Kanton Kandel eingegliedert. 1815 wurde der Ort Österreich zugeschlagen. Bereits ein Jahr später wechselte der Ort in das Königreich Bayern. Von 1818 bis 1862 gehörte der Ort dem Landkommissariat Germersheim an; aus diesem ging das Bezirksamt Germersheim hervor.

### Seit Mitte des 19. Jahrhunderts
Die Revolution von 1848/49 hatte auch in Steinweiler ihre Anhänger. Es wurde zwar eine Bürgerwehr gegründet, die aber nie in kriegerische Handlungen verwickelt wurde.
Zu Beginn des Deutsch-Französischen Krieges von 1870/71 war Steinweiler mit starken Truppenkontingenten der III. Armee belegt. Als nach der Schlacht von Weißenburg der Krieg nach Frankreich hineingetragen wurde, war das Dorf wieder von Truppen frei. Nach dem siegreichen Ende des Krieges wurde vor dem früheren Gemeindehaus eine Friedenslinde gepflanzt. An dem Feldzug gegen Frankreich nahmen 34 Steinweilerer teil.
Die günstige Entwicklung von Steinweiler nach dem siegreichen Krieg währte 43 Jahre. Dann brach der Erste Weltkrieg aus. In den Materialschlachten an der West- und Ostfront mussten 46 Steinweilerer ihr Leben lassen. Nach dem Kriegsende erhielt die Pfalz eine französische Besatzung.
Seit 1939 ist Steinweiler Bestandteil des Landkreises Germersheim. Dem Zweiten Weltkrieg fielen 117 Männer und  Frauen aus Steinweiler zum Opfer. Im letzten Kriegsjahr gab es auch materielle Verluste durch den Artilleriebeschuss. Nach dem Kriegsende kamen Hungerjahre. Erst ab dem Jahre 1950 konnte mit dem Wiederaufbau begonnen werden.
Nach dem Krieg wurde Steinweiler innerhalb der französischen Besatzungszone Teil des damals neu gebildeten Landes Rheinland-Pfalz. Im Zuge der ersten rheinland-pfälzischen Verwaltungsreform wurde die Gemeinde 1972 in die neu gebildete Verbandsgemeinde Kandel eingegliedert.
In den folgenden Jahrzehnten erlebte Steinweiler eine umwälzende Entwicklung. Im Süden und Osten des Dorfes entstanden zwei Neubaugebiete. Die Kleinbauern gaben die Landwirtschaft auf und suchten sich Arbeit auswärts in der Industrie. Steinweiler wurde zur typischen Wohngemeinde. Die Dorfgräben verschwanden, Wasserleitung, Kanalisation, Kläranlage und Leichenhalle wurden gebaut. Die Dorfstraßen wurden ausgebessert. Ein vorläufigen Abschluss bildet der Neubau des Dorfgemeinschaftshauses.

## Bevölkerung

### Einwohnerstatistik
Wenn nicht gesondert aufgeführt, ist die Quelle der Daten das Statistische Landesamt Rheinland-Pfalz.
| Jahr | Einwohner |
| ---- | --------- |
| 1802 | 1.511     |
| 1815 | 1.754     |
| 1835 | 1.831     |
| 1849 | 1.628     |
| 1861 | 1.531     |
| 1871 | 1.544     |
| 1905 | 1.453     |

| Jahr | Einwohner |
| ---- | --------- |
| 1939 | 1.356     |
| 1950 | 1.458     |
| 1965 | 1.533     |
| 1970 | 1.552     |
| 1975 | 1.550     |
| 1980 | 1.524     |
| 1985 | 1.508     |

| Jahr | Einwohner |
| ---- | --------- |
| 1990 | 1.518     |
| 1995 | 1.637     |
| 2000 | 1.755     |
| 2005 | 1.805     |
| 2010 | 1.899     |
| 2013 | 1.945     |

### Konfessionsstatistik
Im Jahr 1871 waren von insgesamt 1544 Einwohnern 783 evangelisch (50,7 %), 754 katholisch (48,8 %), 6 mennonitisch (0,4 %) und eine Person jüdisch (0,1 %). 2012 waren 41,2 % der Einwohner katholisch und 38,4 % evangelisch. Die übrige 20,4 % gehörten einer anderen Glaubensgemeinschaft an oder waren konfessionslos. Derzeit (Stand 28. Februar 2025) sind von den Einwohnern 31,5 % evangelisch, 29,6 % katholisch und 38,9 % sind konfessionslos oder gehören einer anderen Glaubensgemeinschaft an. Der Anteil der Protestanten und Katholiken an der Gesamtbevölkerung ist demnach im beobachteten Zeitraum gesunken.

## Politik

### Gemeinderat
Der Gemeinderat in Steinweiler besteht aus 16 Ratsmitgliedern, die bei der Kommunalwahl am 9. Juni 2024 in einer personalisierten Verhältniswahl gewählt wurden, und dem ehrenamtlichen Ortsbürgermeister als Vorsitzendem.
Die Sitzverteilung im Gemeinderat:
| Wahl | SPD | CDU | Grüne | FWS | Gesamt   |
| ---- | --- | --- | ----- | --- | -------- |
| 2024 | 4   | 7   | 1     | 4   | 16 Sitze |
| 2019 | 5   | 7   | –     | 4   | 16 Sitze |
| 2014 | 6   | 8   | –     | 2   | 16 Sitze |
| 2009 | 7   | 6   | –     | 3   | 16 Sitze |
| 2004 | 7   | 6   | –     | 3   | 16 Sitze |

FWS = Freie Wählergruppe Steinweiler

### Bürgermeister
Michael Detzel (CDU) wurde am 22. Juli 2014 Bürgermeister von Steinweiler. Bei der Direktwahl am 26. Mai 2019 wurde er mit einem Stimmenanteil von 80,45 % in seinem Amt bestätigt. Bei der Direktwahl am 9. Juni 2024 setzte er sich mit 64,7 % gegen einen Mitbewerber durch.
Detzels Vorgänger Norbert Forstner (SPD) hatte das Amt 20 Jahre ausgeübt.

### Wappen
| Wappen von Steinweiler | Blasonierung: „In Rot ein silberner Balken, oben ein linksgewendeter goldener Gänsefuß mit silbernem Schenkel, unten ein Haufen silberner Steine in Form eines Neunbergers.“ |
| Wappen von Steinweiler | Wappenbegründung: Es wurde 1841 vom bayerischen König genehmigt und geht zurück auf ein Gerichtssiegel aus dem Jahr 1626.                                                    |

### Partnerschaften
Seit 1991 existiert eine Partnerschaft mit dem französischen Épinac.

## Kultur

### Kulturdenkmäler

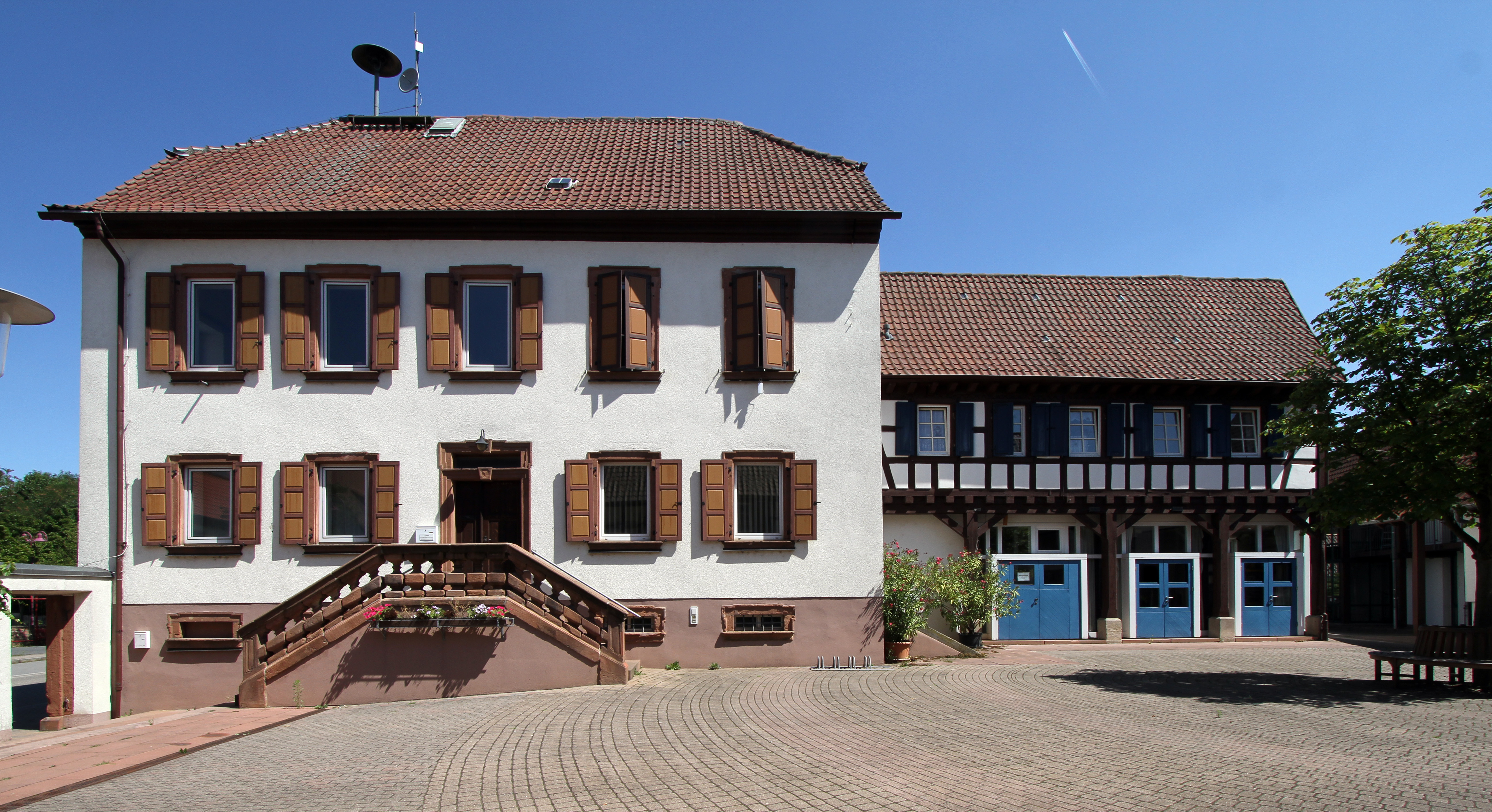
Denkmalgeschütztes Schloss aus dem 18. Jahrhundert

Der Ortskern ist als Denkmalzone ausgewiesen.
Hinzu kommen zahlreiche Einzelobjekte, die unter Denkmalschutz stehen, darunter das Schloss und die katholische Kirche St. Martin.

### Natur
Innerhalb der Gemeindegemarkung existieren insgesamt zwei Naturdenkmale. Das EU-Vogelschutzgebiet Bienwald und Viehstrichwiesen erstreckt sich unter anderem über das Gemeindegebiet.

## Wirtschaft und Infrastruktur

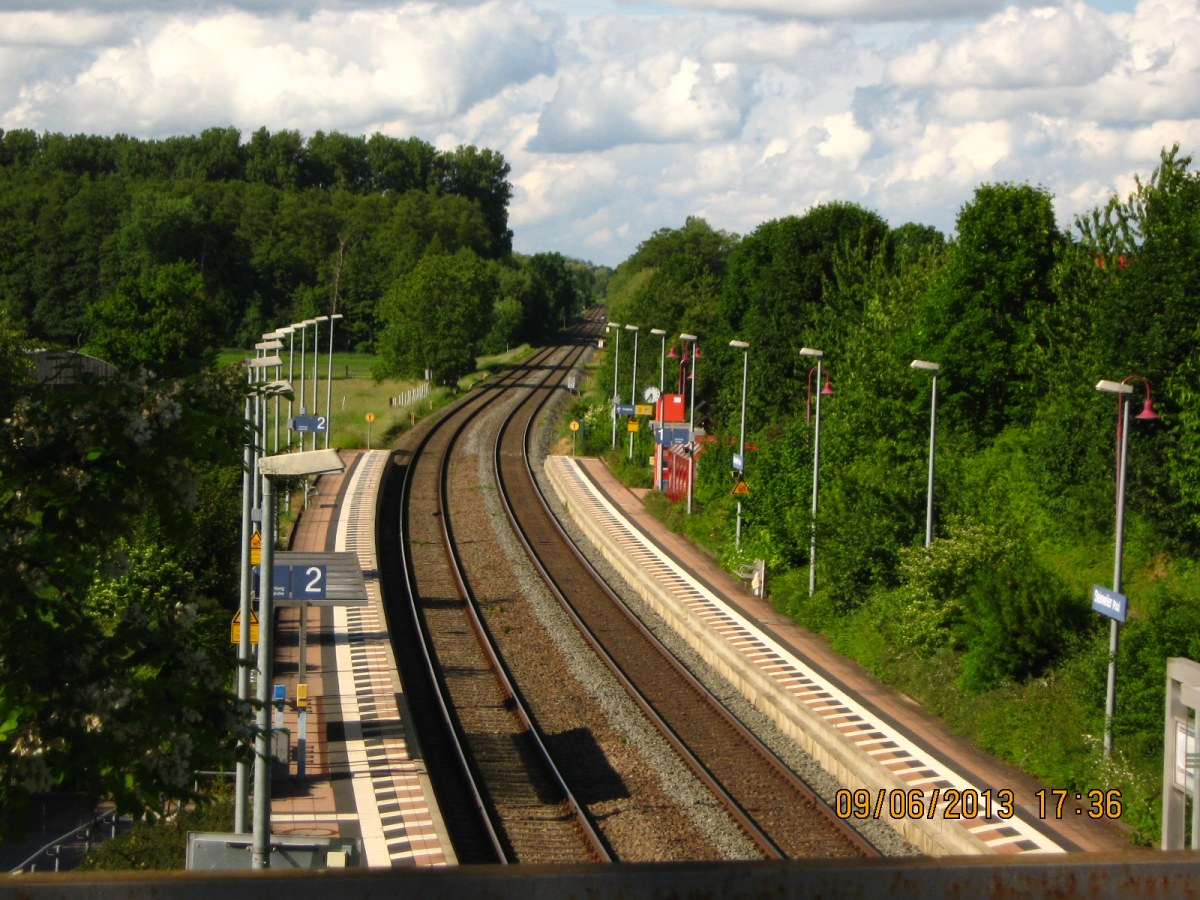
Haltepunkt Steinweiler

### Schienenverkehr
Seit 2000 hat Steinweiler am westlichen Ortsrand einen barrierefreien Haltepunkt an der Bahnstrecke Neustadt–Wissembourg. Dort verkehren etwa stündlich Regionalbahnen der Linie R51 auf dem Weg zwischen Neustadt (Weinstraße) Hauptbahnhof und Karlsruhe Hauptbahnhof. Der an gleicher Bahnstrecke nördlich gelegene Bahnhaltepunkt Rohrbach (Pfalz) hieß vor 1999 Rohrbach-Steinweiler.

### Busverkehr
Am Haltepunkt Steinweiler verkehrt die Buslinie 593 über Steinweiler Rathaus zum Schulzentrum Kandel.

### Behörden
Die Gemeinde gehört zum Zuständigkeitsbereich des Amtsgerichtes Kandel.

## Persönlichkeiten

### Ehrenbürger
- 1968, 8. Mai: Gustav Meyer (* 2. Dezember 1892, † 9. Juni 1987), Bürgermeister 1950 bis 1960[16]
- Albert Weigel (* 7. November 1919, † 24. Dezember 2014), Heimat- und Ahnenforscher[17]
- 1994, 21. Oktober: Berthold Herrmann (* 26. Januar 1929, † 8. August 2019[18]), Ortsbürgermeister 1976 bis 1994[19]
- 2016 3. Oktober: Norbert Forstner (* 19. Mai 1950), Ortsbürgermeister 1994 bis 2014.[20]

### Söhne und Töchter der Gemeinde
- Carl Gander (1855–1899), Politiker (NLP)

### Personen, die vor Ort gewirkt haben
- Wilhelm Schulte I. (1858–1920), Architekt, entwarf die örtliche katholische Kirche
- Karl Kleemann (1904–1969),  Politiker (NSDAP), arbeitete von 1928 bis 1932 als Hilfslehrer in Steinweiler
- Daniel Moriz Lehr (* 1954), Bildhauer und Maler, entwarf 1997 die Majolika-Keramik „Kunst am Bau“ an der Grundschule